# Bydgoski Informator Kulturalny
Bydgoski Informator Kulturalny – regionalny miesięcznik kulturalny ukazujący się w Bydgoszczy od 1974 roku.

## Charakterystyka
Periodyk jest wydawnictwem Miejskiego Centrum Kultury w Bydgoszczy. Część nakładu jest bezpłatna. 
Celem czasopisma jest publikacja informacji na temat bieżącego życia kulturalnego Bydgoszczy: teatru, życia muzycznego, plastyki, literatury, klubów osiedlowych, akcji kulturalnych prowadzonych przez domy kultury, prasę, środowiska artystyczne itp. W gestii zainteresowania BIK-u leżą także zagadnienia historii życia kulturalnego, festiwale i jubileusze, recenzje spektakli i wydarzeń, wywiady z ludźmi kultury.  

## Historia
Pomysłodawcami pisma byli bydgoscy animatorzy kultury, którzy na miejskim sejmiku kultury wyrazili potrzebę powstania miesięcznika informującego na bieżąco o życiu kulturalnym Bydgoszczy. Pomysł poparł ówczesny przewodniczący prezydium Miejskiej Rady Narodowej, Wincenty Domisz, który pełnił również funkcję przewodniczącego Towarzystwa Przyjaciół Sztuki. 
Pierwszy numer „Bydgoskiego Informatora Kulturalnego” ukazał się 1 maja 1974 roku. Był wydawany i finansowany przez Wydział Kultury i Sztuki Urzędu Miejskiego. Redaktorem naczelnym został Zefiryn Jędrzyński (wieloletni redaktor naczelny „Gazety Pomorskiej”). W roku 1977 pismo przejął red. Andrzej Baszkowski (redaktor Rozgłośni Polskiego Radia, następnie „Faktów”). Wieloletnią sekretarz redakcji była Zofia Nowicka-Turwidowa. W zespole redakcyjnym uczestniczyła zawsze osoba z administracji miejskiej. Od 2009 r. redaktorem naczelnym był Krzysztof Derdowski. 
W piśmie publikowano kalendarium bieżących wydarzeń kulturalnych w Bydgoszczy, a także wywiady na tematy kultury udzielane przez przedstawicieli władz administracyjnych, animatorów kultury i środowiska artystyczne. Stopniowo pismo z roli informatora przejęło rolę kreatora oraz recenzenta liczących się wydarzeń. Nawiązywało do tradycji i historii miasta, promowało wartościowe książki, przedstawienia teatralne oraz ludzi z oryginalnymi pomysłami. Przypominało zasługi znaczących dla miasta ludzi kultury, sztuki, nauki oraz tradycje kulturalne Bydgoszczy. 
Do połowy lat 90. XX w. pismo posiadało oszczędną graficznie formę i niewielki format. Zdjęcia były czarno-białe. Następnie pismo zmieniło format na kwadratowy, zyskało kolorową okładkę i kredowy papier. Wewnątrz zamieszczano dużą liczbę zdjęć. W czerwcu 1999 roku ukazało się wydanie specjalne BlK-u poświęcone papieżowi Janowi Pawłowi II, który w czasie pielgrzymki do Polski odwiedził Bydgoszcz. Po 2000 r. rozbudowano dział recenzji książek miejscowych wydawnictw, a pismo przerodziło się w miesięcznik skupiony przede wszystkim na sprawach artystycznych. 
W latach 1977–2001 redakcja periodyku przyznawała doroczne Nagrody BIK-u za najciekawszą inicjatywę kulturalną. Laureatami tych nagród byli m.in.: Marian Turwid, Jadwiga Tyrankiewicz, Kazimierz Hoffman, Jerzy Sulima-Kamiński, Hieronim Konieczka, Andrzej Szwalbe, Grzegorz Kardaś, Eleonora Harendarska oraz liczne stowarzyszenia kulturalne.